# Semolino

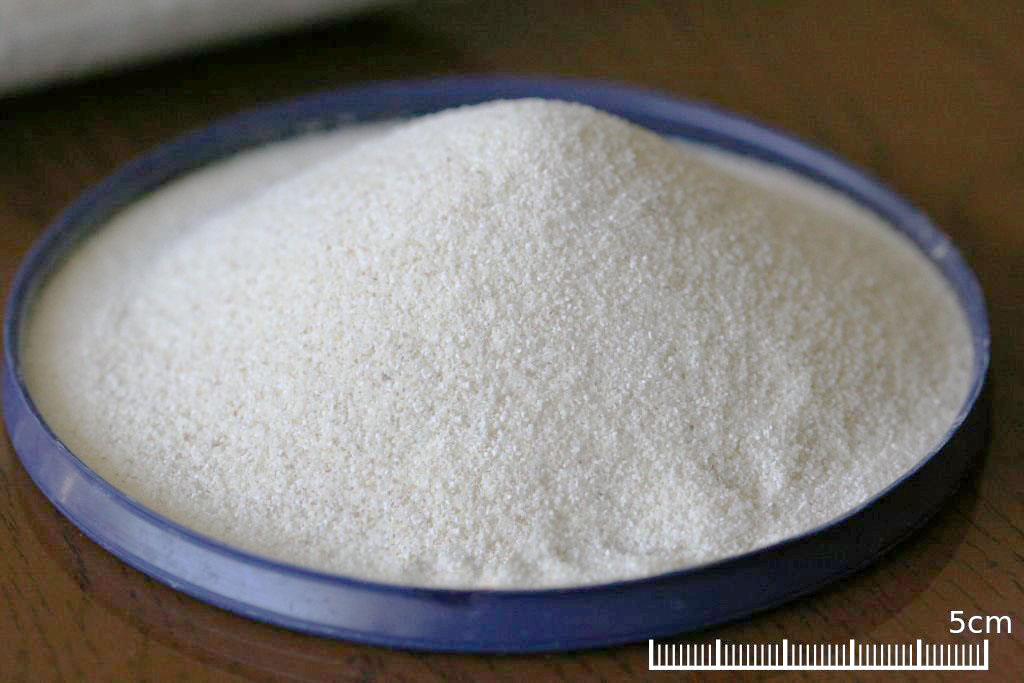

Il semolino è un prodotto della macinazione dei cereali, generalmente grano, del tipo della semola ma formato di granelli più piccoli e di colore giallognolo.
I semolini di grano vengono utilizzati per la preparazione di minestre o nella produzione di paste alimentari.
In commercio si trovano due categorie di semolini:
- semolini grossi (con granelli di circa 1,5 mm di diametro)
- semolini fini (con granelli di circa 0,3 mm)